# Robert Fabbri
Robert Fabbri (Genève, 22 juni 1961) is een Zwitserse auteur van historische thrillers, bekend van onder meer de Vespasianus-serie.

## Biografie
Fabbri werd geboren in Genève maar verhuisde op jonge leeftijd naar West Sussex in Engeland. Hij studeerde er achtereenvolgens aan de kostschool Christ's Hospital, Horsham en de universiteit van Londen.
Fabbri werkte 25 jaar als regie-assistent in de tv- en filmindustrie. Daarna besloot hij om een carrière als schrijver te beginnen.

### Vespasianus-serie
- Tribuun van Rome (2011)
- Scherprechter van Rome (2012)
- Afgod van Rome (2013)
- Adelaar van Rome (2014)
- Heersers van Rome (2014)
- Verloren Zoon van Rome (2015)
- Furie van Rome (2016)
- Heilig vuur van Rome (2018)
- Keizer van Rome (2019)

### Broederschap van de Kruising-serie
Deze reeks gaat over Marcus Salvius Magnus, een vriend van Vespasianus en de leider van het Zuid-Quirinaal Kruispunt Broederschap, en zijn avonturen in Rome. De reeks bevat ook personages uit de Vespasianus-serie.
- Vespasianus: Broederschap van de Kruising (2011)

Dit boek is een soort van prequel aan de Vespasianus-serie, en vertelt meer over het verleden van Magnus.
Kortverhalen vertaald uitgegeven in het boek Magnus (Karakter Uitgevers) van juni 2018:
- Brotherhood of the crossing (2011)
- The Racing Factions (2013)
- The Dreams of Morpheus (2014)
- The Alexandrian Embassy (2015)
- The Imperial Triumph (2017)
- The Succession (2018)

### Alleenstaande boeken
- Arminius (2017)

Vertelt het verhaal van Arminius, die in het jaar 9 het Romeinse Rijk zijn grootste nederlaag in de geschiedenis toebracht door Publius Quinctilius Varus en zijn 3 legioenen te verslaan in het Teutoburgerwoud.